# 15-й/19-й гусарский полк
15-й/19-й Его Величества королевский гусарский полк (англ. 15th/19th The King's Royal Hussars) — кавалерийский полк Британской армии. Полк был сформирован путем слияния 15-го Его Величества и 19-го королевского гусарских полков в 1922 году, а в 1992 году был объединён с 13-м/18-м королевским гусарским полком в Лёгкий драгунский полк

## История
Полк был создан в рамках сокращения кавалерии после Первой мировой войны путем слияния 15-го Его Величества гусарского полка и 19-го королевского гусарского полка 11 апреля 1922 года в 15-й/19-й гусарский полк. В октябре 1932 года он ненадолго лишился 19-й цифры в своем названии, став 15-м Его Величества королевским гусарским полком, а в декабре 1933 года вернул ее себе. Полк дислоцировался в Йорке.
В начале Второй мировой войны полк базировался в Йорке и служил дивизионным разведывательным полком 3-й пехотной дивизии. Полк был развернут вместе с дивизией в составе Британских экспедиционных сил и участвовал в битве за Францию: он понёс тяжёлые потери во время немецкого наступления и, оставив всю свою бронетехнику, принял участие в эвакуации из Дюнкерка.
После вывода войск полк был приписан к 3-й мотопулемётной бригаде, которая была переименована в 28-ю бронетанковую бригаду и приписана к 9-й бронетанковой дивизии. Кадровый состав был отчислен для формирования 23-го гусарского полка в декабре 1940 года. Полк оставался в Великобритании до августа 1944 года, когда он был переведён во Францию для службы в качестве дивизионного бронетанкового разведывательного полка 11-й бронетанковой дивизии.
Полк отправился из Германии в Бельгию в сентябре 1945 года и прибыл в зону Суэцкого канала в Египте в следующем месяце. Полк был приписан к 3-й пехотной дивизии. Впоследствии он был переброшен в Палестину в декабре 1945 г., вернулся в Египет в 1947 г., а затем был переброшен в Судан в ноябре 1947 г. Это был первый кавалерийский полк, расквартированный в Судане со времён 21-го уланского полка, участвовавшего в битве при Омдурмане в 1898 году. В октябре 1949 г. полк переехал в казармы Найтсбридж в Любеке, а в ноябре 1951 г. — в казармы Маклеод в Ноймюнстере. Он стал полком разведки 7-й бронетанковой дивизии и в марте 1953 г. переехал в казармы Комбермир в Везендорфе. В июне 1954 года полк был переброшен в Малайю, где штаб полка и один эскадрон базировались в Ипохе, а другие эскадроны — в Тайпинге и Раубе, во время войны в Малайе. В июне 1957 года взвод полка был переброшен в Маскат (Имамат Оман) во время Джебель-ахдарской войны. Затем полк вошел в состав 39-й пехотной бригады, перебазировался в лагерь Лисанелли в Оме в августе 1957 года, а затем стал учебным бронетанковым полком, базировавшимся в лагере Дирболт около Барнард-Касла в мае 1959 года.
В сентябре 1961 г. полк был переформирован в полк сопровождения ядерного оружия, базировавшийся в казармах Суинтон в Мюнстере, а затем переведен в казармы Бхуртпор в лагере Тидворт в январе 1968 г. Полк вернулся в Западную Германию в ноябре 1969 г., где вошёл в состав 11-й пехотной бригады и базировался в казармах Уэссекс в Бад-Фаллингбостеле. Полк (за вычетом эскадрона «B») совершил свой первый оперативный тур в Северную Ирландию в 1971 году, базируясь в Лонг-Кеш с августа по декабрь 1971 года, после введения интернирования подозреваемых Временной ирландской республиканской армии. С января по апрель 1973 года эскадроны «А» и «С» были направлены в Северную Ирландию, а младший капрал Уильям Стюарт был награжден Воинской медалью за галантность. В ноябре 1974 года полк базировался в лагере Лисанелли в Оме. Затем он перешёл на роль войсковой разведки и переоснащённый на Скорпион и Фокс в составе 5-й пехотной бригады, базирующейся в казармах Аливал в лагере Тидворт в мае 1976 года; оттуда он направил эскадроны для миротворческих сил ООН на Кипре. В этот период один эскадрон был направлен на Кипр, оснащённый разведывательными бронеавтомобилями Феррет.
В сентябре 1977 года полк был переброшен обратно в Германию, где он был приписан к 3-й бронетанковой дивизии и базировался в казармах Аланбрук в Падерборне: оттуда он продолжал направлять подразделения в Северную Ирландию в рамках операции «Знамя» и нес службу по охране тюрьмы «Мэйз». В ноябре 1984 года основная часть полка вернулась в Англию в качестве учебного полка Королевского бронетанкового корпуса в Бовингтонском лагере в Дорсете, но один эскадрон снова был направлен на Кипр, оснащённый разведывательными машинами «Феррет». В рамках оборонных реформ после окончания холодной войны полк был объединён с 13-м/18-м королевским гусарским полком в Лёгкий драгунский полк 1 декабря 1992 года.

## Полковой музей
Полковая коллекция хранится в музее Дискавери в Ньюкасле-на-Тайне.

## Боевая слава
Боевые награды полка были такими же, как и у полков-предшественников, плюс:
- Вторая мировая война: Withdrawal to Escaut, Seine 1944, Hechtel, Nederrijn, Venraij, Rhineland, Hochwald, Rhine, Ibbenburen, Aller, North-West Europe 1940 '44-45